# Кітінг Тауншип (округ Поттер, Пенсільванія)
Кітінг Тауншип (англ. Keating Township) — селище (англ. township) в США, в окрузі Поттер штату Пенсільванія. Населення — 286 осіб (2020).

## Демографія
Згідно з переписом 2010 року, у селищі мешкало 312 осіб у 156 домогосподарствах у складі 96 родин. Було 400 помешкань
Расовий склад населення:
| - 97,4 % — білих |

До двох чи більше рас належало 2,6 %. Частка іспаномовних становила 0,3 % від усіх жителів.
За віковим діапазоном населення розподілялося таким чином: 12,8 % — особи молодші 18 років, 55,5 % — особи у віці 18—64 років, 31,7 % — особи у віці 65 років та старші. Медіана віку мешканця становила 56,4 року. На 100 осіб жіночої статі у селищі припадало 109,4 чоловіків;  на 100 жінок у віці від 18 років та старших — 101,5 чоловіків також старших 18 років.
Середній дохід на одне домашнє господарство  становив 41 944 долари США (медіана — 34 808), а середній дохід на одну сім'ю — 51 983 долари (медіана — 46 250). Медіана доходів становила 27 083 долари для чоловіків та 23 750 доларів для жінок. За межею бідності перебувало 9,3 % осіб, у тому числі 17,9 % дітей у віці до 18 років та 10,3 % осіб у віці 65 років та старших.
Цивільне працевлаштоване населення становило 106 осіб. Основні галузі зайнятості: виробництво — 24,5 %, освіта, охорона здоров'я та соціальна допомога — 19,8 %, транспорт — 11,3 %, роздрібна торгівля — 9,4 %.